# Willem Jan Marie van de Poll

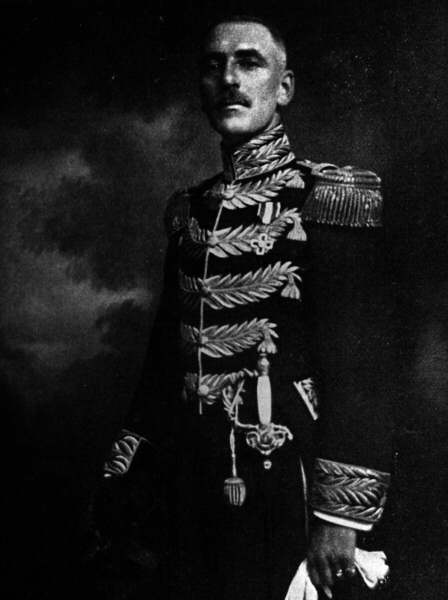
Jhr. Mr. W. J. M. van de Poll

Willem Jan Marie van de Poll (Den Haag, 3 januari 1882 – Vught, 30 juni 1930) was een Nederlandse jonkheer, ambtenaar en politicus.
Als zoon van Jhr. W.F.H. van de Poll die grootofficier was van het koninklijk huis had hij een goed contact met de koninklijke familie. Tijdens zijn jeugd was hij speelkameraad van de latere koningin Wilhelmina die hem na de geboorte van prinses Juliana in 1909 benoemde tot hofjonker in bijzondere dienst en twee jaar later tot kamerheer in bijzondere dienst.
Na in 1908 gepromoveerd te zijn in de rechten, ging hij in 's-Hertogenbosch werken als adjunct-commies 1e klasse bij de provinciale griffie van Noord-Brabant. In 1911 trad Van de Poll in 's-Hertogenbosch in het huwelijk. Hij had bij de provinciale griffie een succesvolle carrière waarbij hij opklom tot hoofdcommies-chef.
In januari 1924 werd hij burgemeester van Vught als opvolger van de op 27 november 1923 overleden A.W.J. van Lanschot. Eind 1929 volgde een herbenoeming maar een half jaar later overleed hij net als zijn voorganger tijdens zijn burgemeesterschap. Van de Poll is slechts 48 jaar geworden.